# モディボ・マイガ
モディボ・マイガ（Modibo Maïga, 1987年9月3日 - ）は、マリ・バマコ出身の同国代表サッカー選手。タイ１部リーグ、ブリーラム・ユナイテッドFC所属。ポジションはフォワード。

## 経歴

### クラブ

#### ラジャ・カサブランカ
バマコに生まれ、2003年の15歳の時に故郷のスタッド・マリアンでプロキャリアを始める。モロッコのラジャ・カサブランカに移籍すると、10代後半で国内リーグやUAFAカップなど数々の大会で優勝を経験した。

#### ル・マン
2007年、20歳の時にフランス1部のル・マンFCと契約。ジェルヴィーニョやステファン・セセニョンらと共にプレーし、フランスサッカー界で地位を確立していった。その後にクラブは降格したが自身は2部の舞台で88試合15得点と活躍し、2010年に1部のFCソショーへ引き抜かれ、背番号15が与えられた。

#### ソショー
加入1年目は、ブラウン・イディエとそれぞれ15得点・合計30得点を挙げ、チームの総得点数の半分以上を記録する強力なコンビを形成。更にアシストや組み立てに優れたマルヴァン・マルタンとリャド・ブデブズのコンビの存在もあり、チームは5位と躍進しUEFAヨーロッパリーグ 2011-12プレーオフ出場権を獲得した。
2011年8月12日、ニューカッスル・ユナイテッドFCへの移籍を希望したことからソショーでプレーすることはないだろうとクラブ側から発表され、自身もSMカーン戦とASナンシー戦でプレーすることを拒否したが、一転FCメタリスト・ハルキウ戦とFCロリアン戦には出場した。アウェーへの帯同を拒否するマイガとケヴィン・アナンの行動にチームの一時的な不振も相まってサポーターは批判した。
10月18日、デイリー・テレグラフとレキップなど幾つかの新聞は、マイガがニューカッスル移籍間近と報道。12月13日には、1月の移籍市場で移籍金700万ポンドで合意しロンドンのメディカルチェックを受けていると報じられたが、12月16日にレキップはメディカルチェックが失敗に終わったと報告した。

#### ウェストハム・ユナイテッド
2012年7月17日にウエストハム・ユナイテッドFCのメディカルチェックを受け、翌日に移籍金非公開の契約期間4年と2年延長のオプション付きで契約した。2012年8月18日、1-0と勝利したアストン・ヴィラFC戦で81分にカールトン・コールと交代しデビュー。8月28日のフットボールリーグカップ2回戦クルー・アレクサンドラFC戦でホームフル出場をし、ニッキー・メイナードの先制点の後に移籍後初得点を決め、2-0とリードを広げ勝利した。また、同大会のウィガン・アスレティックFC相手にも得点した。10月20日のアップトン・パークでサウサンプトンFC相手にリーグ戦初得点を記録し4-1で勝利すると、同じロンドンを拠点とするチェルシーFC戦で途中出場してから4分後に得点を挙げ3-1で勝利した。

#### 中東時代
2016年7月にサウジ・プロフェッショナルリーグのアル・ナスルとの契約解除で合意し、同年10月5日にアラビアン・ガルフ・リーグのアル・イティハド・カルバSCCへ加入した。
2017年9月、アジュマーンCSCに移籍した。

### 代表
マリ代表としては、アフリカネイションズカップ2010で背番号10を着けて出場。続くアフリカネイションズカップ2012にもメンバーに選出されたが、同大会に参加中の2月にガボンでマラリアに感染したことでリーブルヴィルの病院に入院。次の準決勝コートジボワール戦の欠場を余儀なくされ、チームは0-1で敗れた。